# Gonanticlea subpilosa
Gonanticlea subpilosa là một loài bướm đêm trong họ Geometridae.